# Pentathlon moderno ai Giochi della XVIII Olimpiade
Le competizioni del pentathlon moderno ai Giochi della XVIII Olimpiade si sono svolte dall'11 al 15 ottobre 1964 in varie sedi a Tokyo. Come a Roma 1960 si sono disputate due gare maschili, una individuale e una a squadre.

## Programma
| Data            | Prova       | Note                            | Sede                      |
| --------------- | ----------- | ------------------------------- | ------------------------- |
| 11 ottobre 1964 | Equitazione | 5000 metri cross-country        | Nezu Park                 |
| 12 ottobre 1964 | Scherma     | Torneo di spada a girone unico. | Waseda Memorial Hall      |
| 13 ottobre 1964 | Tiro        | 20 Colpi a sagome mobili.       | Poligono di Asaka         |
| 14 ottobre 1964 | Nuoto       | 300 metri stile libero          | Yoyogi National Gymnasium |
| 15 ottobre 1964 | Corsa       | 4000 metri cross country        | Kemigawa                  |

## Podi
| Evento                      | Oro                                                         | Perform. | Argento                                            | Perform. | Bronzo                                     | Perform. |
| Gara individuale (dettagli) | Ferenc Török                                                | 5116     | Igor' Novikov                                      | 5067     | Al'bert Mokeev                             | 5039     |
| Gara a squadre (dettagli)   | Unione Sovietica Igor' Novikov Al'bert Mokeev Viktor Mineev | 14961    | Stati Uniti James Moore David Kirkwood Paul Pesthy | 14189    | Ungheria Ferenc Török Imre Nagy Ottó Török | 14173    |

## Medagliere
| Posizione | Paese            |   |   |   | Totale |
| --------- | ---------------- | - | - | - | ------ |
| 1         | Unione Sovietica | 1 | 1 | 1 | 3      |
| 2         | Ungheria         | 1 | 0 | 1 | 2      |
| 3         | Stati Uniti      | 0 | 1 | 0 | 1      |
| Totale    | Totale           | 2 | 2 | 2 | 6      |